# You Us It!
You Us It! è il settimo album in studio del gruppo musicale punk britannico 999, pubblicato otto anni dopo l'ultima disco della band, Face to Face, a cui seguì un temporaneo scioglimento.
A detta di All Music Guide quest'album è più simile a Concrete del 1981 che ai successivi 13th Floor Madness e Face to Face, piuttosto distanti dal classico pop punk del quartetto.

## Tracce
1. Black Flowers for the Bride – 2:51
2. Mary's Story (There Is No Glory In) – 2:57
3. Signed Dangerous of Hollywood – 2:29
4. Bye Bye Bones – 3:00
5. Everybody Needs It – 2:01
6. It's Over Now – 3:50
7. Bye Bye England – 2:30
8. All of the Days – 2:32
9. Big Fast Car – 2:25
10. Absolution – 3:02
11. Deep in the Shadow – 2:36
12. Run for Your Life – 1:42
13. Don't Tell Me – 2:33
14. Crazy Crazy Crazy – 2:35
15. White Light – 2:44

## Formazione
- Nick Cash - voce, chitarra
- Guy Days - chitarra, voce
- Arturo Bassick - basso
- Pablo Labritain - batteria